# (1162) Làrissa
(1162) Làrissa, designació provisional 1930 AC, és un asteroide metàl·lic de les regions més externes del cinturó d'asteroides d'uns 43 km de diàmetre. Fou descobert el 5 de gener de 1930 per l'astrònom alemany Karl Wilhelm Reinmuth a l'Observatori de Heidelberg-Königstuhl d'Alemanya. L'asteroide fou anomenat en referència a la ciutat grega de Làrissa.